# Phil Neville
Pour les articles homonymes, voir Neville.
Phil Neville, né le 21 janvier 1977 à Bury (Angleterre), est un footballeur international anglais évoluant aux postes de défenseur et milieu de terrain. 
Il est le frère cadet de Gary Neville, également footballeur entre 1992 et 2011.
Joueur professionnel entre 1995 et 2013, il porte les couleurs de Manchester United puis d'Everton.

## Biographie

### Parcours de joueur

#### Parcours en club

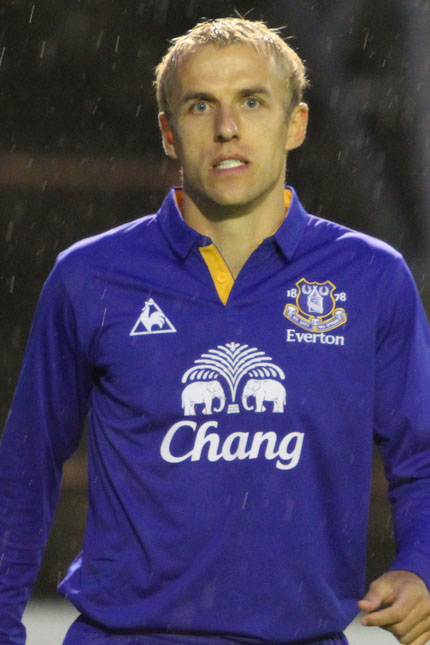
Neville sous le maillot d'Everton FC.

Philip Neville joue pour Manchester United pendant onze saisons, avant d'être transféré en 2005 vers le club d'Everton, où il est capitaine jusqu'à son départ à la retraite en juin 2013.
Il commence sa carrière professionnelle à Old Trafford en 1994 et remporte notamment la Ligue des champions en 1999.

#### Parcours en sélection
Phil Neville joue à cinquante-neuf reprises avec l'équipe Angleterre, sa première sélection remontant à l'année 1996 lors d'un match contre la Chine.

### Parcours d’entraîneur
En juillet 2013, il intègre le staff de Manchester United où il rejoint son ancien entraîneur David Moyes, nommé manager de l'équipe à la suite du départ à la retraite de Alex Ferguson.
En 2014, Ryan Giggs, Paul Scholes, Nicky Butt, Gary Neville et lui-même achètent le club de Salford City, qui évolue en huitième division anglaise.
Le 28 juin 2015, il est nommé entraîneur-adjoint au Valence CF en Espagne. À la suite de l'éviction de Nuno, il assure l'intérim puis reprend le poste d'entraîneur-adjoint au côté de son frère Gary Neville. Cependant, Gary Neville et son staff, dont Phil Neville, sont licenciés en mars 2016 à la suite de mauvais résultats.
Le 23 janvier 2018, Neville est nommé sélectionneur de l'équipe féminine d'Angleterre. À la suite de cette nomination, des accusations de sexisme sont prononcées à son encontre, obligeant Phil Neville à présenter des excuses. Il termine quatrième de la Coupe du monde féminine 2019 avec la sélection anglaise.
Le 18 janvier 2021, il rejoint son compatriote David Beckham en devenant le nouvel entraîneur de l'Inter Miami CF en Major League Soccer. Le 1er juin 2023, alors que l'équipe est au pied de la conférence Est, l'Inter Miami annonce le départ de son entraîneur,.
Le 7 novembre 2023, il est nommé entraîneur des Portland Timbers en Major League Soccer.

## Palmarès

### En club
Manchester United
- Vainqueur de la Ligue des champions en 1999
- Vainqueur de la Coupe intercontinentale en 1999
- Champion d'Angleterre en 1996, 1997, 1999, 2000, 2001 et 2003
- Vainqueur de la FA Youth Cup en 1995
- Vainqueur de la Coupe d'Angleterre en 1996 et 1999
- Vainqueur du Community Shield en 1996, 1997 et 2003
- Finaliste du Community Shield en 1998, 1999, 2000, 2001 et 2004

 Everton FC
- Finaliste de la Coupe d'Angleterre en 2009